# Eterna Magia
Eterna Magia es una telenovela brasileña transmitida por TV Globo. Se estrenó el 14 de mayo de 2007. 
Escrita por Elizabeth Jhin, con la colaboración de Eliane Garcia, Fernando Rebello y Lílian García, con supervisión del texto de Silvio de Abreu, dirigida por Federico Bonani, Edson Erdmann y Natália Grimberg, con la dirección general de Ulysses Cruz sobre núcleo de Carlos Manga.
La telenovela fue nominada para el Emmy Internacional en 2008 a la mejor actriz por la interpretación de Irene Ravache.

## Sinopsis
La trama está ambientada en una ciudad del interior de Brasil, la ficticia Serranías, entre las décadas de los '30 y los '40. Cuenta la historia de dos hermanas: Eva y Mariana (Nina), brujas seguidoras de la Wicca.
El joven agricultor Conrado se enamora de la bella Eva Sullivan, pero esta se va a estudiar a Irlanda y desarrolla una exitosa carrera de pianista en Europa. Él entonces se empareja con Nina, hermana menor de Eva que tiene poderes de bruja, pero teme usarlos, y no sabe que el primo de Conrado, Lucas, está enamorado de ella en secreto. Eva vuelve de Irlanda por causa de la enfermedad del padre, Max, y forma un triángulo amoroso. La enamorada de Max es una bruja del bien, Pérola, que ayuda a Nina en la disputa por Conrado. Es en este punto cuando el misterioso Flávio Falcão llega a la ciudad y se enamora de Nina.
La historia está inspirada en la Wicca, la religión de las brujas, y se desenvuelve en torno a una fábrica de perfumes, donde trabajan gran parte de los personajes. Cuenta también detalles sobre la inmigración irlandesa en Brasil.

## Elenco
En orden de la apertura de la novela
| Actor                | Personaje                                |
| -------------------- | ---------------------------------------- |
| Malu Mader           | Eva O'Brian Sullivan                     |
| Thiago Lacerda       | Conrado O'Neill                          |
| Maria Flor           | Nina Rosa (Marina Rosa O'Brian Sullivan) |
| Cássia Kis           | Zilda                                    |
| Eliane Giardini      | Pérola O'Brian Sullivan                  |
| Werner Schünemann    | Max (Maximillian Sullivan)               |
| Luís Mello           | Dr. Rafael (Tio Rafa)                    |
| Aracy Balabanian     | Inácia Finnegan                          |
| Cauã Reymond         | Lucas Finnegan                           |
| Thiago Rodrigues     | Flávio Falcão/Ebdimon                    |
| Milena Toscano       | Elisa                                    |
| Emiliano Queiroz     | Padre Agnaldo                            |
| Isaac Bardavid       | Zequinha (José Carlos Finnegan)          |
| Lívia Falcão         | Flora O'Ryen                             |
| Carl Schumacher      | Carlão (Carlos O'Ryen)                   |
| Maurício Gonçalves   | Padre Zuza (José Antônio)                |
| Nizo Neto            | Brasil                                   |
| Eduardo Mancini      | Gonzaga                                  |
| Chris Couto          | Eglantina                                |
| Marcelo Saback       | Jair Ferreira                            |
| Bia Sion             | Evelyn                                   |
| Miryam Thereza       | Tia Edméia                               |
| Beatriz Tragtenberg  | Tia Neném                                |
| Nica Bonfim          | Sofia                                    |
| Isabelle Drummond    | Gina (Angelina Ferreira O'Neill)         |
| Thiago de Los Reyes  | Bruno Finnegan                           |
| Lara Rodrigues       | Teca (Tereza Ferreira O'Neill)           |
| Marcela Rosis        | Nora                                     |
| Daniel Erthal        | Nicolau Betti                            |
| Caetano O'Maihlan    | Oscar                                    |
| Marc Franken         | Bento                                    |
| Fernanda Biancamanno | Celinha (Célia O'Ryen)                   |
| Pedro Garcia Netto   | Bernardo                                 |
| Fábio Keldani        | Mauro                                    |
| Marcella Valente     | Joyce                                    |
| Cláudio Andrade      | William                                  |
| Maria Clara Mattos   | Rita                                     |
| Rodrigo Guimarães    | Jonathan                                 |
| Rogério Faria        | Antônio                                  |
| Vivian Pimentel      | Molly                                    |
| Rick Garcia          | Tomás                                    |
| Izak Dahora          | Tadeu                                    |

Presentando
| Actor              | Personaje                      |
| ------------------ | ------------------------------ |
| Ana Carolina Godóy | Carol (Maria Carolina O'Neill) |
| Marco Pigossi      | Miguel Finnegan                |

Los niños
| Actor               | Personaje                            |
| ------------------- | ------------------------------------ |
| Victória Pereira    | Nina ( criança )                     |
| Anna Rita Cerqueira | Clara O'Neill Sullivan               |
| Guilhermo Hundadze  | Quinzinho (Joaquim O'Neill Ferreira) |
| Rafaela Victor      | Carol (criança)                      |
| Rodolfo Valente     | Miguel Finnegan (criança)            |
| Rafael Ritto        | Severino O'Ryen                      |
| Júlia Oliva         | Aninha                               |

Actores invitados
| Actor         | Personaje       |
| ------------- | --------------- |
| Irene Ravache | Loreta O'Neill  |
| Osmar Prado   | Joaquim O'Neill |

| Cleyde Yáconis como Dona Chiquinha (Francisca Finnegan) |

Participaciones especiales
| Actor         | Personaje                         |
| ------------- | --------------------------------- |
| Araci Esteves | Medéia (Leonora)                  |
| Bel Kutner    | Bertha (Roberta Fontes)           |
| Rita Guedes   | Matilde Sotero                    |
| João Acaiabe  | Afonso                            |
| Giulia Gam    | Regina Ferreira/Raimunda Ferreira |

| Pierre Kiwitt como Peter Gallagher |
| Paulo Coelho como Mago Simon       |

- Datos: Q3286008